# Houma
Houma (francosko Ouma) /houma = rdeča; skrajšano iz såktci homma, "rdeči rak", nedvomno izpeljano iz njihovega plemenskega simbola./ Pleme Indijancev Muskogean z vzhodne strani reke Mississippi, ki se je ločilo od Chakchiuma. Danes jih približno 11.000 tvori Združeni narod Houma, največje pleme v Louisiani.

## Jezik
Jezik houma, ki je zdaj izumrl, je pripadal družini Muskogean in je bil soroden jezikom Chakchiuma, Chickasaw in Choctaw.

## Zgodovina
Medtem ko je De Soto prezimoval pri Chickasawih blizu srednjega toka reke Tennessee pozimi 1540-41, so ga prosili za pomoč pri zatiranju upora Chakchiumov, enega od njihovih pritokov na jugozahodu. De Soto je sumil, da gre za zaroto, da bi razdelili njegovo vojsko, vendar je po opozorilu svojih vojakov poslal majhno silo s chickasawskimi bojevniki, da napadejo Chakchiume. Utrjena vas je bila ob njihovem prihodu zapuščena in potem, ko so jo zažgali, so se Španci vrnili v svoj tabor, ne da bi srečali Chakchiume. Dve leti kasneje je De Soto umrl in bil skrivaj pokopan v vodah reke Mississippi. Po neuspešnem poskusu, da bi po kopnem preko Teksasa dosegli Mehiko, se je preostanek njegove vojske vrnil na Mississippi in se naložil v improvizirano floto, da bi se prebil po reki do Mehiškega zaliva. Čeprav so potovali mimo zgodovinske lokacije Houmov na vzhodni strani reke, jih Španci niso omenjali.
Zdi se, da se Houmi niso srečali z Evropejci do leta 1686. Robert La Salle in Henri de Tonti sta se spomladi 1682 spustila po Mississippiju na poti do ustja Mississippija, kjer je aprila 1682 La Salle zahteval dolino Mississippija (Louisiano) in njena domorodna ljudstva, vključno s Houmi, za Francijo. Iz svojih obiskov pri Taensah in Natchezih gorvodno je La Salle vedel za Houme in označil njihovo lokacijo na svojem zemljevidu, vendar jih ni obiskal. Tik nad prihodnjo lokacijo New Orleansa je opazil uničeno vas Tangipahoa (glej Acolapissa), rezultat nedavne vojne s Houmi. Po vrnitvi v Illinois je La Salle objavil svoje "odkritje", vendar so bili francoski uradniki v Kanadi zaposleni z vojno v Velikih jezerih proti Irokezom in so pokazali malo zanimanja za obsežno regijo, ki jo je La Salle pravkar dodal francoskemu imperiju. Zavedajoč se, da ima tudi Španija zahteve po območju, je La Salle pustil Tontija, da je vodil njegovo postojanko v Illinoisu, in se vrnil v Francijo, da bi pridobil podporo za svoj načrt za ustanovitev nove francoske kolonije ob ustju Mississippija.
Na žalost je imela francoska vlada v Parizu svoje težave z Britanijo in Španijo, ki so končno privedle do vojne kralja Williama (1688-97). Mnogi so menili, da je La Sallejev načrt za utrditev ustja Mississippija in invazijo na Mehiko delo norca, vendar je ideja o draženju njegovih španskih sovražnikov pritegnila Ludvika XIV.. La Salle je prejel kraljevo odobritev in leta 1685 odplul iz Francije z 200 kolonisti, nekateri od njih so bili rekrutirani iz francoskih zaporov. Načrt je predvideval, da bo Tonti leta 1686 prišel po reki navzdol na srečanje ob ustju reke, vendar je La Sallejev navigator nekako uspel zgrešiti ogromno delto ob ustju Mississippija in izkrcati odpravo na obali Teksasa, 400 mi (640 km) zahodno. Tonti je prispel po načrtih in se med potjo ustavil ter preživel pet dni s Houmi, kar je bil njihov prvi znani evropski stik. Uspelo mu je tudi skleniti mir s Quinipissi navzdol, ki so leta 1682 napadli francosko odpravo.
Tonti je dosegel ustje reke, vendar tam ni bilo nikogar. Čakal je, dokler mu ni zmanjkalo zalog, in se vrnil v Illinois, pustil pismo za La Salleja pri poglavarju Quinipissov. La Salle ga nikoli ni videl. Marca 1687, med poskusom, da bi dosegel Mississippi, da bi našel pomoč za svojo propadajočo kolonijo, so ga umorili njegovi lastni možje na ravnicah vzhodnega Teksasa. Tonti za to ni izvedel do leta 1689, vendar je takoj odšel iz Illinoisa, da bi rešil preživele La Sallejeve kolonije. Vendar se je ustavil v vasi Taensa gorvodno od Houmov, da bi nadaljeval po kopnem v Teksas. Tonti se je srečal s Caddoji na zahodu, vendar je bil njegov trud zaman. Večino La Sallejeve nesrečne kolonije so že pobili Karankawi. Nadaljnji evropski stik za Houme je moral počakati do konca vojne kralja Williama leta 1697. Francija je iz tega konflikta izšla kot prevladujoča sila v Severni Ameriki, kar je bilo v veliki meri posledica izjemnih podvigov 36-letnega pomorskega častnika Pierra Le Moyneja d'Ibervilla. Čeprav je vojna kralja Williama proti Britaniji in Španiji ter sočasne bobrove vojne z Irokezi popolnoma okupirale Francoze po La Sallejevem neuspehu v Teksasu, Ludvik XIV. ni pozabil na Louisiano. Vendar v vmesnem času ni bilo storjeno ničesar za izkoriščanje regije in ko je presežek bobrovega krzna na evropskem trgu povzročil drastičen padec njegove cene, je Ludvik nenadoma "dobil vero" in se odločil poslušati jezuitske proteste o škodljivem vplivu, ki ga je imela trgovina s krznom na domorodce. Rezultat je bil kraljevi odlok iz leta 1696, ki je prekinil francosko trgovino s krznom v zahodnih Velikih jezerih. Odločitev je bila popolna katastrofa za Francoze v Severni Ameriki.
Trgovina s krznom je bila osnova za francosko zavezništvo z Algonquini Velikih jezer in prekinitev je začela veljati ravno takrat, ko so bili Irokezi na robu poraza. Ko se je zaloga trgovskega blaga zmanjševala, so algonquinska plemena v Wisconsinu začela nadlegovati Francoze, ki so trgovali z njihovimi sovražniki Dakoti, Tontijeva operacija v Illinoisu se je ustavila in edina francoska prisotnost na spodnjem Mississippiju, Arkansas Post blizu vasi Quapaw ob ustju reke Arkansas, je ostala brez trgovskega blaga. Nujni pozivi za pomoč so bili poslani iz Quebeca v Pariz, vendar Ludvik ni hotel poslušati. Medtem so britanski trgovci hitro razširili svoje operacije zahodno od Charlestona v Južni Karolini. Z uporabo svojih stikov z Lower Creeks v Georgiji so leta 1685 zgradili trgovsko postajo med Upper Creeks v Alabami in kmalu zatem obiskovali Chickasawe v severnem Mississippiju in zahodnem Tennesseeju. Padec cene bobrovega krzna skoraj ni vplival na trgovce iz Charlestona. Poleg jelenjih kož so želeli domorodne sužnje za britanske plantaže v Karolinah in Zahodni Indiji in so bili pripravljeni zagotoviti strelno orožje vsakemu plemenu, ki bi jih priskrbelo.
Pod pritiskom številčnejših Choctawov na jugu so Chickasawi ponudbo sprejeli in od devetdesetih let 17. stoletja so močno oboroženi chickasawski bojevniki začeli napadati sosednja plemena, da bi zajeli sužnje za Britance. Jean Couture, ki ga je Tonti pustil na čelu Arkansas Posta, je bil brez trgovskega blaga in po kraljevem odloku ga verjetno ne bi dobil več. Namesto da bi Britancem dovolil, da mu s privzetjem ukradejo stranke, se je Couture leta 1698 odločil, da bo trgovca iz Charlestona Thomasa Welcha vodil do Arkansas Posta. Welch je Quapawom dal trideset pušk, da bi pridobili "blago" za njegov naslednji obisk z napadom na Chakchiume vzhodno od reke. Vendar so bili Quapawi bolj zainteresirani za ozemlje kot za sužnje in so svoje novo orožje uporabili za izgon Chepousse in Michigamee iz Illinoiške konfederacije iz severovzhodnega Arkansasa. Ko je novica o Welchovem obisku in Couturejevi izdaji dosegla Quebec, so Francozi spoznali, da bodo morali takoj ponovno uveljaviti svojo oblast nad spodnjo dolino Mississippija ali jo izgubiti v korist Britancev.
Ker je bila prekinitev trgovine še vedno v veljavi, so se sprva trudili misijonarji. Škof Quebeca je Louisiano razglasil za del svoje škofije in poslal jezuita Francisa Antoina Daviona in Joliet de Montignyja po Mississippiju, da bi ustanovila misijone na tem območju. Davion je obiskal več vasi Chickasaw plemena, vendar se je po odločno hladnem sprejemu njegovega sporočila odločil, da so Chickasawi že pod britanskim vplivom in se je odločil, da bo svoj misijon postavil pri Tunici blizu ustja reke Yazoo. Komaj se je posušilo črnilo na mirovni pogodbi, se je hitro bližala še ena evropska vojna (vojna kraljice Ane 1701-13), vendar je Španija medtem zamenjala strani in se je zavezala s Francijo proti Veliki Britaniji. Ko so se leta 1698 v Franciji začele priprave za Ibervillovo odpravo, da bi ustanovil kolonijo ob izlivu Mississippija, so se Španci znašli v nerodnem položaju, saj niso mogli nasprotovati zavezniku. Vendar so hitro zgradili novo utrdbo v Pensacoli, da bi zaščitili svoje ozemlje ob obali Mehiškega zaliva.
Ibervillova flota je iz Francije odplula pozno leta 1698 in januarja prispela pred Pensacolo. Opazivši novo špansko utrdbo, je nadaljeval proti zahodu proti izlivu Mississippija, vendar ni mogel najti poti skozi labirint vodnih poti v delti (ista ovira, ki je preprečila špansko raziskovanje spodnjega toka reke po De Sotovi odpravi). Februarja se je Iberville odločil zasidrati vzhodno pri današnjem Biloxiju in potovati po kopnem, da bi našel Mississippi. Veliko se je spremenilo od Tontijevega obiska leta 1686. Napadi Chickasawov so se združili z boleznimi in zdesetkali domorodno prebivalstvo na tem območju, znaki smrti in uničenja pa so bili povsod v obliki požganih in zapuščenih vasi. Redki domorodci, ki so jih videli, so bili bodisi plašni bodisi sovražni, saj so se na težak način naučili povezovati bel obraz z britanskimi lovci na sužnje, ki so pogosto spremljali vojne skupine Chickasawov. Vendar pa je Ibervillov mlajši brat, Jean Baptiste Le Moyne d'Bienville, srečal lovsko skupino Bayogoula na območju, ki je iskala bizone. Ko so se prepričali, da jih Francozi ne nameravajo zasužnjiti, so bili Bayogoula prijazni in so Francoze povabili, naj obiščejo njihovo vas na zahodnem bregu Mississippija.
Marca 1699 je Iberville, v spremstvu svojih bratov, Bienvilla in Sauvolea ter očeta Anatasiusa Douaya, vodil do vasi Bayougoula bojevnik iz plemena Biloxija. V isti vasi je takrat živelo tudi drugo pleme, Mugulasha. Da bi dokazal, da je na isti reki, kot je bil La Salle, ko je leta 1682 zahteval Louisiano za Francijo, je moral Iberville najti Quinipisso in pismo, ki ga je Tonti pustil njihovemu poglavarju. Vendar pa so poglavarji Bayougoula in Mugulasha rekli, da za to pleme niso nikoli slišali. Sumi so se pojavili, ko so Francozi izvedeli, da poglavar Mugulashe ni imel le modrega suknenega plašča, ki ga je La Salle dal poglavarju Quinipisse leta 1682, ampak tudi isto ime kot poglavar Quinipisse. V templju Bayougoula so našli tudi steklenico od Tontija. Kljub temu so Bayougoula še naprej zanikali kakršno koli znanje o La Salleu, Tontiju ali pismu. Vendar pa so ponudili pomoč pri iskanju tako, da so Francoze vodili do Houme, ki je bila le malo gorvodno.
Na poti blizu izliva Rdeče reke so Bayougoule pokazali velik rdeč drog, okrašen z ribjimi glavami in medvedjimi kostmi, ki je označeval njihovo mejo s Houmo. Prevedeno v francoščino, je lokacija postala znana kot Baton Rouge, sedanja prestolnica Louisiane. Zaradi prijateljskega srečanja s Tontijem so Houma takoj prepoznali brezove kanuje Francozov in jih pozdravili na prej opisani način. Izkazali so se bolj odprti glede Quinipisse kot Bayogoula in Ibervillu povedali, da je večina Quinipisse umrla zaradi epidemije nekaj let prej. Nekateri preživeli so se kasneje pridružili Houmi. Čeprav so Houma slišali za Tontijevo pismo, ga niso imeli. Iberville je odšel razočaran in nadaljeval gorvodno kratek del poti, preden se je odločil razdeliti svojo skupino v tri skupine, da bi raziskali območje med vrnitvijo v trdnjavo Biloxi.
Ker mu je zmanjkovalo zalog, se je Sauvole ustavil v vasi Bayougoula, da bi kupil hrano, kjer je oče Douay obtožil Bayougoule, da so ukradli njegovo opremo za maševanje. Ker ni mogel pomiriti ogorčenega duhovnika, je bil Sauvole prisiljen oditi praznih rok, da bi se izognil težavam. Kmalu zatem je obiskal tudi Bienville in morda v poskusu, da bi popravil incident z očetom Douayem, so mu Bayougoula dali Tontijevo pismo, ki so ga skrivali. Izkazalo se je, da so bili Mugulasha Quinipissa, ampak Bayougoule so se izogibal povedati Francozom iz strahu, da so še vedno jezni zaradi napada na La Sallea. Toda Iberville je bil navdušen in je, pustil Sauvolea v Biloxu, vzel Tontijevo pismo s seboj, ko se je maja vrnil v Francijo. Med njegovo odsotnostjo je Tonti tisto jesen prispel v Biloxi in iskal delo in ko so mu povedali, da bodo njegove storitve dobrodošle, je pustil več svojih mož v Fort Maurepasu (današnji Biloxi), ko se je vrnil gorvodno, da bi zaprl svojo postojanko v Illinoisu. Iberville se je vrnil januarja, le da je izvedel, da je septembra Bienville odkril britansko ladjo, ki se je 70 mi (110 km) nad ustjem prebijala po Mississippiju.
Bienville je kapitanu sporočil, da vstopa na ozemlje, ki si ga lasti Francija in mu ukazal, naj odide, vendar so mu sporočili, da si območje lasti tudi Britanija in da ga nameravajo kolonizirati z nezadovoljnimi francoskimi hugenoti. Ker je bilo zdaj očitno, da so Mugulasha Quinipissa, je Iberville med svojim naslednjim obiskom v Biloxiju stisnil poglavarja Bayougoule in ga prepričal, da je prodal kos zemlje nizvodno za gradnjo francoske utrdbe, da bi Britancem preprečil dostop do reke. Gradnja Fort Mississippija se je začela takoj, vendar jo je ovirala kronična driska, ki je izbruhnila med Francozi v Biloxiju. Ko je bilo delo v teku, je Iberville nadaljeval s svojimi načrti za raziskovanje Rdeče reke tisto pomlad in poslal Bienvillea in Louisa Juchereauja de St. Denisa naprej k Taensam po vodnike in zaloge za kopensko potovanje do vasi Caddo blizu Natchitochesa. Iberville je sledil, vendar se je najprej ustavil v vasi Bayougoula. Od Mugulashe je kupil polje in ga posejal s pšenico, da bi nahranil Francoze v Biloxiju.
Medtem ko je bil tam, je izvedel, da se je ista dizenterija, ki je pestila Francoze, razširila na plemena ob Mississippiju z veliko bolj smrtonosnimi posledicami. Bil je nemočen, da bi ustavil epidemijo, vendar so Bayougoula tisto zimo začeli vojno s Houmami, Houme in njihovi zavezniki Taensa pa so se maščevali z napadom presenečenja, ki je zajel veliko žensk in otrok Bayougoule. Željni njihove vrnitve so Bayougoula prosili Ibervillea, naj bo "gospodar miru" in uredi premirje s Houmami. Francozi so bili v tem dobri in njihova sposobnost reševanja medplemenskih sporov je bila glavni razlog za njihovo moč nad plemeni ob Velikih jezerih. Iberville je nadaljeval gorvodno na svojo mirovno misijo k Houmam, vendar tokrat njegov sprejem ni bil niti približno tako vesel kot leta 1699. Dizenterija je tisto pomlad udarila in pobila polovico njih. Tudi z njihovimi zavezniki Taensa so bile Houme oslabljene do te mere, da niso mogle več nadaljevati vojne proti Bayougoulam. Iberville ni imel težav z ureditvijo miru, preden je odšel. Medtem je oče de Limoges ostal, da bi ustanovil misijo za Houme. Ko je oče Gravier tisto novembra obiskal, je Limoges že zgradil kapelo in opravil več krstov.
V vaseh Natchez je Iberville našel njihovega vodjo "Veliko Sonce" (poglavarja), ki je umiral zaradi iste bolezni, ki je povzročila takšno opustošenje med Houmami. Pot gorvodno je bila stresna in ko je prispel v vasi Taensa, so Ibervillea tako bolela kolena, da je bil prisiljen poslati Bienvillea in St. Denisa sama k Caddojem, medtem ko se je sam vrnil v Biloxi. Dosegla sta Natchitoches in naprej, vendar se je Bienville ob vrnitvi odločil slediti Rdeči reki vse do Mississippija. Hitro se je naveličal francoskega vztrajanja pri brodenju skozi eno močvirje za drugim, Taensa so jih zapustili, vendar je Bienville končno dosegel Bayougoulo na Mississippiju, le da je izvedel, da se je v njegovi odsotnosti zgodilo nekaj strašnega. Ni jasno ali je šlo za spor glede prodaje zemlje Francozom; francosko odkritje prave identitete Mugulashe ali so Mugulaše na skrivaj pomagale svojim sorodnikom Quinipissa med Houmami med vojno – toda Bayougoule so se nenadoma obrnile proti svojim gostom Mugulašam in jih vse do zadnjega pobile.
To samopovzročeno zmanjšanje prebivalstva je Bayougoule naredilo bolj dovzetne za napade Chickasawov, zato so povabili nekatere Acolapisse in Tiouxe, da bi zasedli njihovo mesto. Iz očitnih razlogov je bila ponudba zavrnjena. Z izbruhom vojne kraljice Ane leta 1701 je Iberville preselil svoje operacije v novo utrdbo v zalivu Mobile, da bi bil bližje Špancem v Pensacoli. Nekaj Francozov je ostalo v Biloxiju, medtem ko sta St. Denis in njegovi Kanadčani še naprej garnizirali Fort Mississippi. Ibervillova najnujnejša skrb je bila, da bi Chickasawi sklenili zavezništvo z Britanci proti Francozom. Da bi to preprečil, je poslal Tontija, da bi uredil premirje med Chickasawi in Choctawi, da bi se minkosi (poglavarji) Chickasawov lahko udeležili mirovne konference z njim v Mobilu spomladi 1702. Tonti je uspel, a ker nekateri Chickasawi niso hoteli prenehati z napadi, je moral osebno pospremiti njihove voditelje v Mobile.
Ko so bila razdeljena običajna darila, se je Iberville lotil posla z grožnjami, da bo oborožil Choctawe in druga plemena, če Chickasawi ne bodo prekinili svojih vezi (napadi sužnjev) z Britanci. Vendar pa je hkrati obljubil, da jim bo dobavljal francosko trgovsko blago po cenah, ki so bile veliko nižje od tistih, ki so jih zaračunavali Britanci. Chickasawi so se strinjali in podpisali pogodbo, ki je priznavala francosko oblast v regiji in v naslednjih treh letih se je v spodnji dolini Mississippija ustalil nelagoden mir. Iberville je bil kmalu zatem ponovno poklican v vojaško službo in je zapustil Louisiano, da se ni nikoli vrnil. Med vodenjem francoske odprave, ki je leta 1706 zavzela zahodnoindijski otok Nevis od Britancev, je zbolel za rumeno mrzlico in umrl na ladji v pristanišču Havana. Sauvole je umrl leta 1701, Tonti pa je prav tako podlegel rumeni mrzlici, ko je ta leta 1704 prizadela Mobile. Potem je francosko vodstvo v Louisiani prešlo na Ibervillovega 23-letnega brata Bienvilla.
Mir s Chickasawi je prinesel olajšanje Louisiani, toda na vzhodu so se kolonisti Južne Karoline kot del vojne kraljice Ane, združili s svojimi zavezniki Yamasee, Cherokee in Creek, da bi uničili španske misije na severni Floridi (1703-05). V naslednjih nekaj letih so se na stotine beguncev Apalachee, Chatot in Tawasa (Creek) zateklo pod zaščito Francozov v Mobilu. Britanski gusarji so leta 1707 zajeli in požgali Pensacolo, naslednje leto pa je vojna skupina Alibamu, Catawba in Cherokee, ki je delovala v britanskem interesu, napadla begunske vasi blizu Mobila. Vendar so se izognili francoski utrdbi, ki je preživela vojno kot edina francoska ali španska vojaška postojanka na obali Mehiškega zaliva. Potem ko so Chickasawi leta 1702 podpisali pogodbo z Ibervillom, so britanski trgovci znižali cene, da bi se spopadli z novo konkurenco Francozov in podvojili svoje obiske pri Chickasawih. Do leta 1705 minkosi, ki so podpisali pogodbo v Mobilu, niso mogli več nadzorovati svojih bojevnikov in napadi za pridobivanje sužnjev so se nadaljevali.
Bienville je spoštoval bratovo obljubo in oborožil Choctawe, Houme in druge francoske zaveznike v regiji. Začel je tudi uporabljati choctawske plačance za napade na britanske tovorne prateže na poti do Chickasawov, vendar Francozi niso mogli zagotoviti dovolj orožja, da bi se izenačili z oborožitvijo, ki so jo Britanci v preteklih letih dali Chickasawom. Ogroženi s strani Chickasawov in Yazoojev so Taense spomladi 1706 zapustili svoje vasi v severovzhodni Louisiani in sprejeli ponudbo Bayougoul, da se naselijo z njimi. Morda Taense niso bile pripravljene čakati, dokler se Bayougoule ne bi razjezile in jih neko noč pobile, toda kmalu po njihovem prihodu so napadle Bayougoule in jih večino pobile. 200, ki so pobegnili pred pokolom, je pobegnilo navzdol do Bayou St. John, kjer so se naselili pod zaščito Acolapissa na severni strani jezera Ponchartrain.
Medtem je obnovitev napadov Chickasawov leta 1706 prav tako prisilila Tunice, da so zapustili ustje reke Yazoo. Preselili so se dolvodno proti Francozom. Njihovi odnosi z Natchezi niso bili nikoli prijateljski, zato so morali Tunice najti kraj onkraj njih in Houme, ki so bili tik nizvodno, so Tunicq dovolili, da se naselijo na njihovem ozemlju. Tunica so bili trgovsko pleme in lokacija Houma blizu ustja Rdeče reke jim je bila všeč. Pravzaprav jim je bila tako všeč, da so jo hoteli zase in napadli Houme. Polovica jih je bila ubitih, preživeli Houme pa so se pridružili podobno razlaščenim Bayougoulam dolvodno pri zalivu St. John. Ironično, to, da so bili premagani in pregnani iz svojih domov, je Bayougoule in Houme dejansko naredilo pomembnejše za Francoze. Ko so sklenili zavezništvo z Acolapissa, so tri plemena skupaj nenadoma postala eden najmočnejših francoskih zaveznikov ob spodnji reki Mississippi.
Po pokolu Bayougoul so Taensa zasedli njihova ozemlja. Še naprej so povzročali težave tako, da so povabili več nič hudega slutečih družin Chitimacha na praznik in jih nato ujeli, da bi jih prodali kot sužnje Francozom. Januarja 1707 se je vojna skupina Chitimacha, ki je iskala Taense, odločila, da je med kupci in prodajalci sužnjev majhna razlika in napadla skupino Francozov na reki Mississippi. Ubiti so bili oče Jean Francois Buisson de St. Cosme in trije drugi Francozi, vendar je St. Cosmov domači suženj (razlog za spopad) pobegnil in novico prenesel Francozom. Bienville se je odločil ignorirati okoliščine napada in ukazal Chitimacham, naj pripeljejo morilce v Mobile. Ko so bili prepočasni pri izpolnjevanju njegovih zahtev, je Bienville prosil druga plemena na območju, naj jim napovejo vojno, in organiziral koalicijo (Choctaw, Houma, Acolapissa, Bayogoula, Biloxi, Pascagoula, Taensa), ki je kasneje istega leta napadla vasi Chitimacha.
"Žrtveno jagnje" je bilo nazadnje pripeljano v Mobile in usmrčeno s tomahavkom na trgu znotraj utrdbe, vendar se je vojna nadaljevala skoraj dvanajst let, med katero so Francozi in njihovi zavezniki Chitimache potisnili globlje v močvirja južne Louisiane. Chawasha in Washa sta leta 1712 sklenila ločen mir in se dogovorila, da se bosta naselila na določenem mestu na Mississippiju blizu sedanjega mesta Plaquemine v Louisiani. Čeprav so Francozi zasužnjili večino ujetih Chitamach, jih nikoli niso mogli popolnoma premagati. Vendar je mirovna pogodba, podpisana leta 1718, Chitimache omejila na majhen del njihovega prvotnega ozemlja blizu Grand Lake. Houma, Acolapissa in Bayougoula so Francozom dobro služili med tem konfliktom in so se pri tem dobro oborožili. Do leta 1715 so Taense postale tako živčne, čakajoč na neizogibno maščevanje za njihov napad na Bayougoule, da so zapustile območje in se preselile vzhodno v Mobile.
Do te točke je bilo v Louisiani zelo malo Francozov (manj kot 200). Proti koncu vojne kraljice Ane se je britanska vojaška grožnja Louisiani zmanjšala in Ludvik XIV. je podelil 15-letno listino Antoineu Crozatu za kolonizacijo spodnjega Mississippija. Crozat je Bienvilla kot guvernerja zamenjal z Antoineom de la Mothe Cadillacom, izkušenim uradnikom iz Kanade in do nedavnega poveljnikom pomembne postojanke v Detroitu. Bienville je ostal podguverner, vendar je bila to nesrečna ureditev za štiri leta Cadillacove administracije. Crozatovo podjetje ni prineslo dobička ali naselitve in leta 1717 je listino vrnil kralju. Ludvik XIV. je umrl leta 1715 in ga je nasledil njegov vnuk, žal pa je bil Ludvik XV. star le pet let in medtem ko se je "uvajal v svojo novo službo", je Franciji vladal regent, Filip II., vojvoda Orleanski.
Obtežen z ogromnimi dolgovi zaradi izjemnega okusa Sončnega kralja za razkošje (Versailles) in številnih evropskih vojn, je Filip vzel Crozatovo listino in jo dal Johnu Lawu, Škotu, ki je bil direktor Banke Francije. Law je zasnoval načrt za financiranje dolga monarhije s prodajo delnic v Mississippi Company (Company of the Indies). Z Filipovo navdušeno podporo Law ni imel težav pri iskanju ljudi, ki bi jih zanimala njegova shema "obogati se na hitro". Poleg splošne javnosti so bili mnogi vlagatelji pomembni člani francoskega plemstva. Bienville je bil imenovan za guvernerja in je leta 1718 ustanovil New Orleans. Novo mesto, ki se nahaja blizu ustja reke Mississippi, je tako hitro raslo, da je štiri leta pozneje postalo glavno mesto francoske Louisiane. Law je prodal tudi velike zemljiške posesti blizu New Orleansa in Natcheza in v Louisiano je prispela množica novih kolonistov, vključno z 2.000 Nemci, ki so se naselili ob Mississippiju severno od New Orleansa na območju, ki je postalo znano kot Nemška obala. Preden je leta 1725 zaradi masivnega prekomernega špekuliranja počila "Mississippi Bubble", se je število belcev v Louisiani povečalo na več kot 5.000. Na tisoče Francozov je v finančnem zlomu izgubilo vse in Law je zapustil Francijo z linčarsko drhaljo za petami.
Kar zadeva plemena v spodnji dolini Mississippija, je bila škoda že storjena. Poleg prevzema zemlje so novi kolonisti s seboj pripeljali na stotine črnih sužnjev in v regijo sprostili nove bolezni (frambezija, malarija, gobavost) ter tudi nekatere stare ubijalce. Houma, Acolapissa in Bayougoula, ki so živeli severno od New Orleansa, so skupaj šteli blizu 1.000 in njihovih 250 bojevnikov je bilo dovolj, da so Taensa zapustili območje. Tri leta pozneje se je epidemija črnih koz v New Orleansu razširila severno ob reki in pobila polovico od njih. Čeprav so do leta 1750 ohranili ločene poglavarje, so bila ta tri plemena do takrat praktično eno in isto in so jih vse bolj imenovali Houma. Kmalu po epidemiji so se Houma preselili gorvodno do vhoda v Bayou Lafourche v župniji Ascension, kjer so se naselili ob obeh straneh Mississippija na mestu, ki je kasneje postalo znano kot Houmas Coast.
Houma so ostali zvesti Francozom skozi preostala leta njihove vladavine v Louisiani, služili so kot pomožne enote v vojnah Natchez (1729-31) in Chickasaw (1731-52) ter branili Nemško obalo pred napadi britanske frakcije med državljansko vojno Choctaw (1746-50). Na svoji novi lokaciji so uspevali z dobavo mesa in rib v New Orleans, vendar so Francozi pogosto plačevali za te storitve z žganjem. Alkoholizem se je izkazal za enako smrtonosnega za Houma kot črne koze in do časa francoske in indijanske vojne (1755-63) je guverner Louis Billouart de Kerlerec v svojem poročilu iz leta 1758 o plemenih Louisiane opazil, da so bili Houma zdesetkani z alkoholom in so imeli le 60 bojevnikov. Francoska in indijanska vojna je bil zadnji konflikt v dolgem boju med Britanijo in Francijo za Severno Ameriko. Po zavzetju Quebeca septembra 1759 se je Montreal predal naslednje leto. Vojna se je drugod nadaljevala še tri leta, vendar so v Severni Ameriki Britanci že zmagali.
Francozi in njihovi zavezniki niso bili pripravljeni sprejeti izida. Prav tako tudi Francija ne. Ko so se v Parizu začeli mirovni pogovori, je Francija novembra 1762 skrivaj prenesla New Orleans in Louisiano zahodno od Mississippija na Španijo, da bi preprečila, da bi padla v roke Britancev. Britanci so bili presenečeni, ko so izvedeli za to prevaro, ko je bila naslednje leto podpisana Pariška pogodba, vendar so si želeli mir bolj kot celotno Louisiano. Španija je bila nekoliko preobremenjena s to nenadno zapuščino in ker so jo pestile resne težave doma in s svojimi kolonijami v Srednji in Južni Ameriki, se je odločila, da bo svoje posestvo Louisiane obravnavala kot začasno. Španci dejansko niso poskušali vladati do leta 1765. Medtem so na stotine Francozov in njihovih domorodnih zaveznikov leta 1763 zapustili svoje domove vzhodno od Mississippija in prečkali reko v špansko Louisiano.
K nenadnemu pritoku so se pridružili tudi akadijski Francozi (Cajuni), ki so jih Britanci leta 1755 izgnali iz kanadskih pomorskih provinc. Poleg Francozov so se Houma morali spopasti s skupinami: Alibamu, Biloxi, Chatot, Choctaw, Coushatta, Mobile, Pakana (Creek), Pascagoula, Pensacola in njihovimi starimi prijatelji, Taensa in Tunica. Ko se je Španija leta 1765 odločila uveljaviti svojo avtoriteto, je Louisiana postala brezpravni "talilni lonec" sprtih ljudstev. Na žalost je prvi španski guverner Antonio de Ulloa poskušal uveljaviti zakone, ki so popolnoma porušili gospodarske odnose med plemeni in Francozi v Louisiani. Licence francoskih trgovcev so bile preklicane, ne da bi jih poskušali nadomestiti s Španci. Plemena blizu Mississippija so to nadomestila s trgovanjem z Britanci čez reko, toda bolj zahodno je slabo zasnovana politika izzvala pleme Caddo, da je zagrozilo z vojno proti Špancem. Ulloa je popustil, ponovno uvedel darila plemenskim poglavarjem in povečal število licenciranih trgovcev, vendar je splošno nezadovoljstvo leta 1768 privedlo do oborožene vstaje v New Orleansu.
Njegov naslednik Alejandro O'Reilly, je prispel naslednje leto z vojaškimi enotami in zadušil upor. Pet voditeljev je bilo usmrčenih, vendar sta O'Reilly in njegovi nasledniki nato vladali Louisiani z nežno roko. Edina večja sprememba pod špansko vladavino je bila zastava na jamboru. Nekdanji francoski uradniki so bili vključeni v špansko administracijo in da bi konkurirali britanskim trgovcem, ki so prečkali Mississippi, da bi trgovali s plemeni Louisiane, so bile izdane nove licence francoskim trgovcem. Decembra 1769 je O'Reilly ukazal konec razširjene prakse suženjstva domorodcev. Vendar, ker ni želel izzvati francoskih kolonistov, je pogledal stran, ko je šlo za uveljavljanje. Posledično je bilo suženjstvo domorodcev v Louisiani precej pogosto do leta 1808.
Morda zato, ker ga je izvedel Francoz, je bil španski popis plemen Louisiane leta 1768 nenavadno temeljit. Houma so takrat šteli okoli 250 in so še vedno živeli v dveh vaseh na obeh straneh Mississippija v župnijah Ascension in Assumption severno od New Orleansa. Kar pa se je spremenilo, je bilo, da so bili v isti bližini vas Taensa in dve vasi Alibamu, z vasmi Biloxi in Choctaw le nekaj kilmetrov gorvodno. Medtem so se akadijske in nemške naselbine razširile gorvodno po reki in so začele obkrožati Houma z vseh strani. Razmere so se nenehno slabšale, in leta 1772 so naseljenci obtožili Houma kraje njihove živine. Štiri leta kasneje so Houma prodali večino svoje zemlje dvema francoskima Kreoloma. Nekateri Houma so ostali na območju do leta 1840, vendar so se drugi preselili zahodno od reke, kjer so zgradili dve (morda tri) vasi na Bayou Lafourche blizu Donaldsonvilla. Neskladje v številu vasi Houma v tem času je pokazatelj, da so plemenske identitete v Louisiani začele izgubljati svoj pomen.
Leta 1779 je Španija vstopila v revolucionarno vojno (1775-83) na strani Američanov ali natančneje, vstopila je v vojno proti Britancem. Španski guverner Bernaldo de Galvez  je zavzel Baton Rouge in Natchez, naslednje leto  pa še Mobile. Britanski protinapad ni uspel in maja 1781 je španska vojska zavzela Pensacolo, zadnjo britansko vojaško postojanko na Zalivu. Vojna se je končala leta 1783 z britanskim priznanjem ameriške neodvisnosti s Pariško mirovno pogodbo. Zahodna meja Združenih držav je bila določena na Mississippiju, vendar so Britanci v ločenem mirovnem sporazumu odstopili Zahodno Florido (južna Alabama in Mississippi) in vrnili Vzhodno Florido Španiji. Takojšnja težava je bila, da nobena pogodba ni določala severne meje Floride. Američani so menili, da je meja tam, kjer je bila leta 1763, približno na isti zemljepisni širini kot sedanja meja med Florido in Georgijo. Vendar pa so Britanci, da bi omogočili več zemlje za belsko naselitev, v 20 letih, ko so nadzorovali Florido, administrativno premaknili njeno mejo severno do zemljepisne širine ob ustju reke Yazoo.
Ko so uradniki Georgije prispeli, da bi prevzeli nadzor nad Natchezom, so jih Španci takoj aretirali in kakršno koli sodelovanje, ki je prej obstajalo med Španijo in Združenimi državami, se je nenadoma končalo. Ker so bili zaskrbljeni, da Američani želijo Florido in Louisiano (kar je bilo res), je Španija uporabila francoske in britanske trgovce za oborožitev plemen Creek, Cherokee in Choctaw, da bi preprečila širitev ameriške meje proti zahodu. Posledično so ta velika plemena vzhodno od Mississippija postala zelo dobro oborožena. Majhne skupine Choctaw so leta mirno lovile zahodno od Mississippija, vendar so po letu 1785 začele prihajati v velikih skupinah in ostajale dlje časa. Občasno je prihajalo do spopadov, vendar so bili po suši, ki je prizadela jugovzhod leta 1792, Choctaw prisiljeni loviti za preživetje in so postali agresivni do plemen Houma, Caddo in drugih majhnih plemen v Louisiani. Hkrati se je skupina Tallapoosa (Creeks) naselila blizu reke Big Black v Mississippiju in začela napadati ameriške naseljence na tem območju. Ko so Američani odšli, so Tallapoosa začeli ogrožati Houma in druge zahodno od reke.
Louisiana je v devetdesetih letih 18. stoletja postala zelo nevarno mesto za domorodce. Ker je bila španska vojska prešibka, da bi obvladovala razmere, so se majhna plemena morala združiti, da bi preživela, vendar to ni bilo dovolj. Alibamu, Biloxi in drugi so se umaknili od Mississippija in se preselili blizu rek Sabine in Red v zahodni Louisiani. Majhna skupina Houma se je pridružila eksodusu in se preselila k Atakapa blizu Opelouse. Preostali Houma (takrat mešana skupina iz več plemen) so v devetdesetih letih 18. stoletja zapustili župnijo Assumption in se postopoma selili proti jugu. Do leta 1840 so se zbrali v župnijah Terrebonne in Lafourche zahodno od New Orleansa, kjer je bila njihova prisotnost priznana z imenom današnjega mesta Houma v Louisiani. Vendar pa je do časa, ko so Združene države leta 1803 kupile Louisiano od Francije, ostalo tako malo plemenske organizacije plemen Terrebonne in Lafourche Houma, da je ameriški agent, John Sibley, zabeležil le 60 Houma, ki so živeli z Atakapa v Opelousi. Obe skupini sta se kasneje preselili k drugim Atakapa blizu jezera Charles in v nekaj letih izginili. Morda so spremljali Choctaw v Oklahomo v tridesetih letih 19. stoletja, vendar so bili, kar zadeva Združene države, Houma izumrli.
Vendar pa so bili Houma v župnijah Terrebonne in Lafourche še vedno zelo živi. V preostalem delu 19. stoletja so se poročali s francoskimi Kreoli in črnci, vendar so vedno ohranili občutek, da so domorodci. Vendar pa je bilo vse težje natančno določiti, iz katerega plemena so. Jezik Houma je izginil in ga je nadomestila kajunska francoščina. Večina jih je postala katoličanov, vendar so se ohranile domorodne obrti in spretnosti. Po lastnih ocenah je bilo Houma leta 1910 okoli 900, vendar je popis tistega leta poročal le o 120 domorodcih v župniji Terrebonne. Do leta 1930 je to število neverjetno poskočilo na 936. Večina Houma se je še naprej preživljala z lovom in ribolovom. Delo na naftnih poljih je bilo dodano po odkritju nafte v južni Louisiani v tridesetih letih 20. stoletja. Na žalost so odkritja nafte Houma stala večino njihove zemlje. Šole v Louisiani so bile ločene do leta 1969, država pa je vztrajala, da kot "ljudje barve" Houma obiskujejo šole za črnce. Posledično je malo Houma obiskovalo šolo pred petdesetimi leti 20. stoletja.
Trenutna prizadevanja Houma za zvezno priznanje so se začela leta 1979 z ustanovitvijo United Houma Nation, Inc. Z 11.000 člani so Houma trenutno največje pleme v Louisiani. Priznani so s strani države Louisiane in so tudi člani Medplemenskega sveta Louisiane. Njihova peticija Uradu za indijanske zadeve (BIA) za zvezni status je bila prvič vložena leta 1987, vendar je bila po sedmih letih obravnave zavrnjena decembra 1994. Čeprav je BIA priznala, da imajo Houma domorodne ameriške prednike,ni mogla najti dovolj dokazov, da so dejansko potomci plemena Houma. Združeni narod Houma so tožili zvezno vlado v prizadevanju, da bi razveljavil odločitev. 
Večina jih živi v bližini ali v mestih Montagne, Golden Meadow in Dulac-Grand Caillou v župnijah Terrebonne in Lafourche.
Novejša katastrofa, ki jo je doživela Houma, je uničenje, ki ga je povzročil orkan Katrina, ki je leta 2005 prizadel zalivske države, pri čemer po besedah vrhovne plemenske poglavarke Brende Dardar Robichaux Indijanci niso prejeli nobene nacionalne ali zvezne pomoči.(poglej Arhivirano 25. svibnja 2008. na Wayback Machine.)

## Etnografija
Houme so majhno pleme s kulturo, značilno za Jugovzhodne Indijance, ki se je, domnevno zaradi njihovega totema (rdeči rak), ločilo od Chakchiumov. Njihovo število po ločitvi od matičnega plemena je lahko znašalo okoli 3.000. Svoje vasi so gradili na pobočjih hribov, da bi se zaščitili pred poplavami reke Mississippi. Dve glavni vasi sta bili Little Houma in Great Houma. Vasi so bile krožne oblike, v katerih so bile koče iz ometanega pleterja postavljene okoli velikega osrednjega trga. Vasi so dominirale tri glavne strukture na ploščadih gomil, od katerih sta bili dve svetišči, v katerih so duhovniki vzdrževali večni ogenj.
Oblačila so bila omejena na predpasnike, ki so segali do kolen, in pernate plašče za moške, medtem ko so ženske nosile kratka krila in bile do pasu gole. Tako moški kot ženske so nosili dolge lase in si tetovirali telesa in obraze. Francozi so opazili, da je imela starejša populacija (konec 17. stoletja) plosko čelo, kar je kazalo na deformacijo lobanje, vendar tega niso opazili pri mlajši generaciji. Ta običaj, ki se izvaja na novorojenčkih, medtem ko so kosti lobanje mehke, je med Houmami izginil v 1700-ih letih.
Vasi Houma so bile obkrožene s polji, na katerih so gojili tipične indijanske kulture, koruzo, fižol, buče (različne vrste buč) in sončnice. Do mesa so prišli tudi z ribolovom. Glavno prevozno sredstvo je bil dugout-kanu, izdolben v lesu.